# Edward Hanke
Edward Hanke (ur. 14 stycznia 1895 w Bytomiu, zm. 28 października 1975 w Chorzowie) – polski lekarz, działacz społeczny i niepodległościowy, honorowy obywatel Chorzowa.

## Życiorys
Urodził się w rodzinie lekarza i działacza narodowego Maksymiliana Hankego (1866-1939). Ukończył gimnazjum w Bytomiu, podjął studia medyczne we Wrocławiu, Monachium i Berlinie. Uzyskał dyplom w 1921 we Lwowie. Podczas studiów działacz tajnych organizacji polskich studentów: Grupy Narodowej oraz Związku Młodzieży Polskiej. Jeszcze w trakcie studiów podjął pracę w Szpitalu Miejskim w Gliwicach (1918).
Uczestniczył w Powstaniu Wielkopolskim jako podporucznik w 19 Pułku Strzelców Wielkopolskich. Brał udział także w obronie Lwowa. Po utworzeniu Pułku Strzelców Bytomskich pełnił w nim służbę jako oficer oświatowy. Walczył także z bolszewikami.
Od czerwca 1920, już jako cywil pracował w Polskim Komisariacie Plebiscytowym w Bytomiu; m.in. na potrzeby akcji plebiscytowej napisał 14 opracowań nt. Górnego Śląska. Prowadził także kursy sanitarne PCK w Bytomiu oraz Zabrzu. Uczestniczył w II i III powstaniu śląskim, kierując punktami sanitarnymi w Koszęcinie oraz w Sośnicy k. Gliwic.
Po podziale Górnego Śląska, gdy Bytom pozostał w granicach Niemiec, w 1922 przeprowadził się do Królewskiej Huty (obecnie Chorzów). Podjął pracę jako lekarz kas chorych oraz kolejowej Spółki Brackiej. Jako stypendysta Fundacji Rockefellera podjął także roczne studia uzupełniające z higieny na uniwersytecie w Baltimore (USA).
Pracował w Wydziale Pracy i Opieki Społecznej Śląskiego Urzędu Wojewódzkiego oraz jako reprezentant Ministerstwa Zdrowia Publicznego w Zakładzie Ubezpieczeń Społecznych w Chorzowie. Działał także w organizacjach lekarskich, m.in. jako przewodniczący Związku Gospodarczego Lekarzy Polaków na Śląsku oraz członek zarządu głównego Związku Lekarzy Państwa Polskiego. Od 1935 w składzie zarządu Śląskiej Izby Lekarskiej, stały delegat przy Naczelnej Izbie Lekarskiej w Warszawie.
Wieloletni radny Rady Miejskiej Chorzowa, wiceprzewodniczący Rady w latach 1934-37.
Po wybuchu II wojny światowej aresztowany w Chorzowie przez gestapo, osadzony w obozie w Sosnowcu, później wysiedlony do Częstochowy. Pracował jako lekarz w tamtejszych Zakładach Włókienniczych „Warta”, wykładał także anatomię na zajęciach tajnego uniwersytetu.
Po wojnie mianowany organizatorem zrzeszeń lekarskich, następnie komisarzem organizacyjnym służby zdrowia na Śląsku Opolskim. Komisarz Okręgowej Izby Lekarskiej w Katowicach, następnie wiceprzewodniczący Izby. Przez cztery lata (1945-49) przewodniczący Związku Zawodowego Lekarzy Województwa Śląsko-Dąbrowskiego. Od 1951 zastępca przewodniczącego Rady Miejscowej Związku Zawodowego Pracowników Służby Zdrowia w Chorzowie. Współzałożyciel i sekretarz miejscowego koła Polskiego Towarzystwa Lekarskiego, współzałożyciel katowickiego oddziału Polskiego Towarzystwa Reumatologicznego. Od 1965 współzałożyciel oraz działacz Polskiego Towarzystwa Historii Medycyny.
Efektem jego działalności w Chorzowie było m.in. powstanie Poradni Przeciwreumatycznej (1950), następnie oddziału reumatologicznego w Szpitalu Miejskim (1956), którego objął kierownictwo aż do przejścia na emeryturę w 1971 roku.
Autor wielu publikacji z zakresu medycyny, chorób wewnętrznych, chorób zawodowych, reumatologii, medycyny pracy, historii medycyny a także działalności niepodległościowej.
Honorowy obywatel miasta Chorzowa (tytuł nadany pośmiertnie), honorowy członek Polskiego Towarzystwa Lekarskiego, Polskiego Towarzystwa Historii Medycyny.
Zmarł 28 października 1975 w Chorzowie, pochowany na cmentarzu miejskim.

## Odznaczenia
Odznaczony m.in. Orderem Sztandaru Pracy II klasy, Śląskim Krzyżem Powstańczym, Wielkopolskim Krzyżem Powstańczym.